# شهرستان مایسکی
شهرستان مایسکی (به لاتین: Maysky District) یک شهرستان در روسیه است که در کاباردینو-بالکاریا واقع شده‌است.